# معقاب عميش (قفل شمر)

تعديل مصدري - تعديل

معقاب عميش هي إحدى قرى عزلة المخلاف بمديرية قفل شمر التابعة لمحافظة حجة، بلغ تعداد سكانها 114 نسمة حسب تعداد اليمن لعام 2004.